# Vis Volley Castelfidardo
La Vis Volley Castelfidardo è una società pallavolistica maschile di Castelfidardo, in provincia di Ancona.

## Storia della società
La società nasce nel 1985 da una costola della Società Vis Basket, che praticava la pallacanestro fin dal 1967. Sul finire degli anni novanta raggiunge la Serie C.
Tra il 2000 e il 2002 una serie di due promozioni consecutive hanno permesso al club marchigiano di approdare in Serie B1; dopo aver vinto i play-off 2007-08 per la promozione contro Gioia del Colle ed in finale la Zinella Bologna, raggiunge per la prima volta nella sua storia il traguardo della Serie A2 nel corso della stagione 2008-09 con sponsor La Nef. Purtroppo la stagione si è conclude con l'ultimo posto e la retrocessione in serie B1, categoria nella quale partecipa nella stagione 2009-2010 ottenendo un piazzamento onorevole.
Per problemi economici non si iscriverà l'anno successivo al campionato nazionale ma decide di ripartire dalla serie D regionale con una squadra di giovanissimi. Nelle stagioni 2011-2012 e 2012-2013 partecipa al campionato di prima divisione . In quest'ultima edizione vince il campionato dopo una serie di 25 vittorie consecutive, precedute da una sola sconfitta per 3 a 2 alla prima giornata e riconquista la serie D regionale . Nella stagione 2013-2014 disputera' l'ultimo campionato prima dello scioglimento della società.